# NCL (langage)
NCL (sigle de Nat System’s Command Language) est un langage de programmation de 4e génération, créé par Nat System pour l'Environnement de développement intégré NSDK et plus tard utilisé dans Natstar.

## Syntaxe

### Structures de contrôle

#### Extraire une chaîne
Pour extraire une chaîne on utilise la fonction COPY, qui permet comme son nom l'indique de copier.
var = "Hello World !"
var2 = " "
var3 = " "
var2 = COPY$(var,0,5) ; pour récupèrer Hello
var3 = COPY$(var,6,5) ; pour récupèrer World
Dans le cas d'une variable dont on ne connaît pas la taille, on utilise une variable qui récupère sa taille
var4 = LENGTH var
var3 = COPY$(var,0,var4)

#### Construire une chaîne
En prenant les mêmes variables que ci-dessus :
var4 = " "
var4 = var2 & var3
Cela donne : HelloWorld
var4 = var2 && var3
Cela donne : Hello World
Le "&" colle sans espace, le "&&" colle avec un espace.

#### Mettre en Majuscule ou en Miniscule une phrase ou un mot
Pour ce faire, on utilise les fonctions UPCASE et LOWCASE.
UPCASE pour mettre en majuscule :
upcase var4
Cela donne: HELLO WORLD
LOWCASE pour mettre en minuscule

#### Boucles
Bien qu’elles aient toutes un rôle similaire, chaque boucle est pourtant adaptée à une situation :
- Structure tant que (adaptée pour effectuer des opérations tant qu’une condition n’est pas rencontrée) :

```
While
 
<
expression
 
booléenne
>

  
instruction
(
s
)

EndWhile

```

- Structure faire … tant que (adaptée pour effectuer des opérations qui demandent le même état d’origine à chaque itération) :

```
Repeat

  
instruction
(
s
)

Until
 
<
expression
 
booléenne
>

```

Boucle sans condition au début ou à la fin (quand la condition est au milieu des traitements):
```
Loop

  
instruction
(
s
)

  
If
 
<
expression
 
booléenne
>

    
instruction
(
s
)

    
Break

  
EndIf

  
instruction
(
s
)

EndLoop

```

- Structure pour (adaptée lorsqu'une collection doit être parcourue en totalité pour traitement) :

```
For
 
<
expression
 
de
 
type
 
numérique
>
 
=
 
<
valeur
 
de
 
début
>
 
To
 
<
valeur
 
de
 
fin
>
 
Step
 
<
expression
 
d
’
incrémentation
>

  
Instruction
(
s
)

EndFor

```

#### Structures conditionnelles
Structure si : condition simple
```
If
 
<
expression
 
booléenne
>

  
instruction
(
s
)

EndIf

```

Structure si … sinon : condition avec alternative unique
```
If
 
<
expression
 
booléenne
>

  
instruction
(
s
)

Else

  
instruction
(
s
)

EndIf

```

Structure si … ou si … ou si … : condition avec alternatives multiples
```
If
 
<
expression
 
booléenne
>

  
instruction
(
s
)

ElseIf
 
<
expression
 
booléenne
>

  
instruction
(
s
)

ElseIf
 
<
expression
 
booléenne
>

  
instruction
(
s
)

Else

  
instruction
(
s
)

EndIf

```

Structure atteindre … cas x … cas y …" : embranchement vers un bloc d’instructions énuméré
```
Evaluate
 
<
expression
>

  
Where
 
<
expression
>

    
instruction
(
s
)

  
EndWhere
 
  
Where
 
<
expression1
>
,
 
<
expression2
>
 
To
 
<
expression3
>
,
 
<
expression4
>

    
instruction
(
s
)

  
EndWhere
 
  
[
...
]

Else

  
instruction
(
s
)

EndEvaluate

```

Evaluate fonctionne avec les types entiers, flottants et chaîne (attention, "A" ≠ "a"). Les expressions dans les Where peuvent être arbitrairement complexes, mais le code est plus efficace quand on utilise uniquement une expression entière dans l'Evaluate et de simples constantes littérales entières (12, $7F) en évitant les grands intervalles (n1 To n2 quand n2 - n1 >= 16) dans les Where.
La commande Break sort immédiatement de la boucle en cours (For, While, Repeat ou Loop), même si elle apparaît dans un Evaluate.
De même, Continue ramène au début de la boucle (en passant à l'itération suivante dans le cas d'une boucle For).
Les instructions Exit ou Return font quitter fonction, instruction ou évènement, en retournant la valeur par défaut (0, 0.0 ou "") selon le type retourné dans le cas des fonctions et évènements.
Avec Return uneValeur, uneValeur sera renvoyée à la méthode appelante (si l'on est dans une fonction ou un évènement appelé par Send avec variable de retour).

### Exemples
Fonction qui retourne la circonférence d’un cercle :
```
Function
 
perimetreCercle#
(
Num
 
Rayon
)
 
Return
 
Num

	
Return
 
3.14159265
 
*
 
Rayon
 
*
 
Rayon
 
; Il est possible d'utiliser la valeur PI# qui est définie dans NSMATH.NCL

EndFunction

Message
 
"perimetreCercle"
,
 
"La circonférence d'un cercle de rayon 2.4cm est :"
 
&&
 
String
$
(
perimetreCercle#
(
2.4
))
 
&&
 
"cm."

```

La dernière ligne de l'exemple ci-dessus va afficher une fenêtre ayant pour titre "perimetreCercle" et pour contenu la phrase : "La circonférence d'un cercle de rayon 2.4cm est 18.0864 cm."